# Ehrnfried Wahlqvist

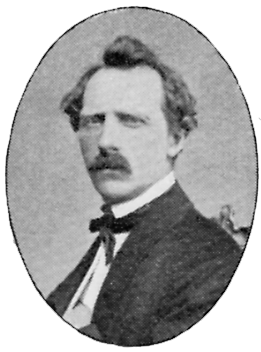
Ehrnfried Wahlqvist.

Carl Johan Ehrnfried (Ehrenfried) Wahlqvist, född 26 mars 1815 i Ystad, död 3 maj 1895 i Stockholm, var en svensk målare.
Han var son till handskmakarmästaren Nils Fredrik Wahlqvist och Anna Stånge. Wahlqvist gick från 12-årsåldern i målarlära i Helsingborg innan han övergick till att bli trumpetare vid Skånska Husarregementet där han var enrollerad i 22 år. Redan under sin tid vid regementet började han ägna sig åt måleriet där han utförde ett stort antal porträtt. För att förkovra sina kunskaper reste han till Köpenhamn där han kunde studera för olika konstnärer. Som nära vän till Kilian Zoll kom han att lära känna flera konstnärer, bland annat Marcus Larson som senare skulle bli en av hans nära vänner i Düsseldorf. 
Efter att han ansåg sig klar i Köpenhamn reste han 1853 till Düsseldorf där han studerade för Carl Hilgers under ett par år. 
Efter att han återvänt till Sverige var han bosatt i Stockholm under 1860- och 1870-talet men i slutet av 1870-talet flyttade han till Sigtuna där han levde som rentier. Han medverkade ett flertal gånger i Konstakademiens utställningar på 1860- och 1870-talen samt i Den nordiske Industri- og Kunstudstilling som visades i Köpenhamn 1872. Han var även representerad i flera internationella utställningar i Paris, Dublin och Philadelphia där hans målningar i allmänhet vann publikens bifall och fann köpare. Bland hans offentliga arbeten märks en altartavla för Hallsbergs kyrka 1860. Han målade porträtt, genremotiv, marinmålningar, landskapsskildringar med ljus- och månskensmotiv, eldmotiv, dim- och dismotiv och ansågs vara mycket skicklig på detta. Motiven är ofta hämtade från Djurgården i Stockholm. Hans målningar är vanligen kännetecknade av en grönaktig ton.
Ehrnfried Wahlqvist är begravd på Solna kyrkogård.

## Representerad
- Stockholms stadsmuseum
- Malmö museum, Kyrkfärd
- Göteborgs museum, Sjömotiv
- Helsingborgs museum
- Landskrona museum
- Linköpings  museum

## Galleri, verk i urval

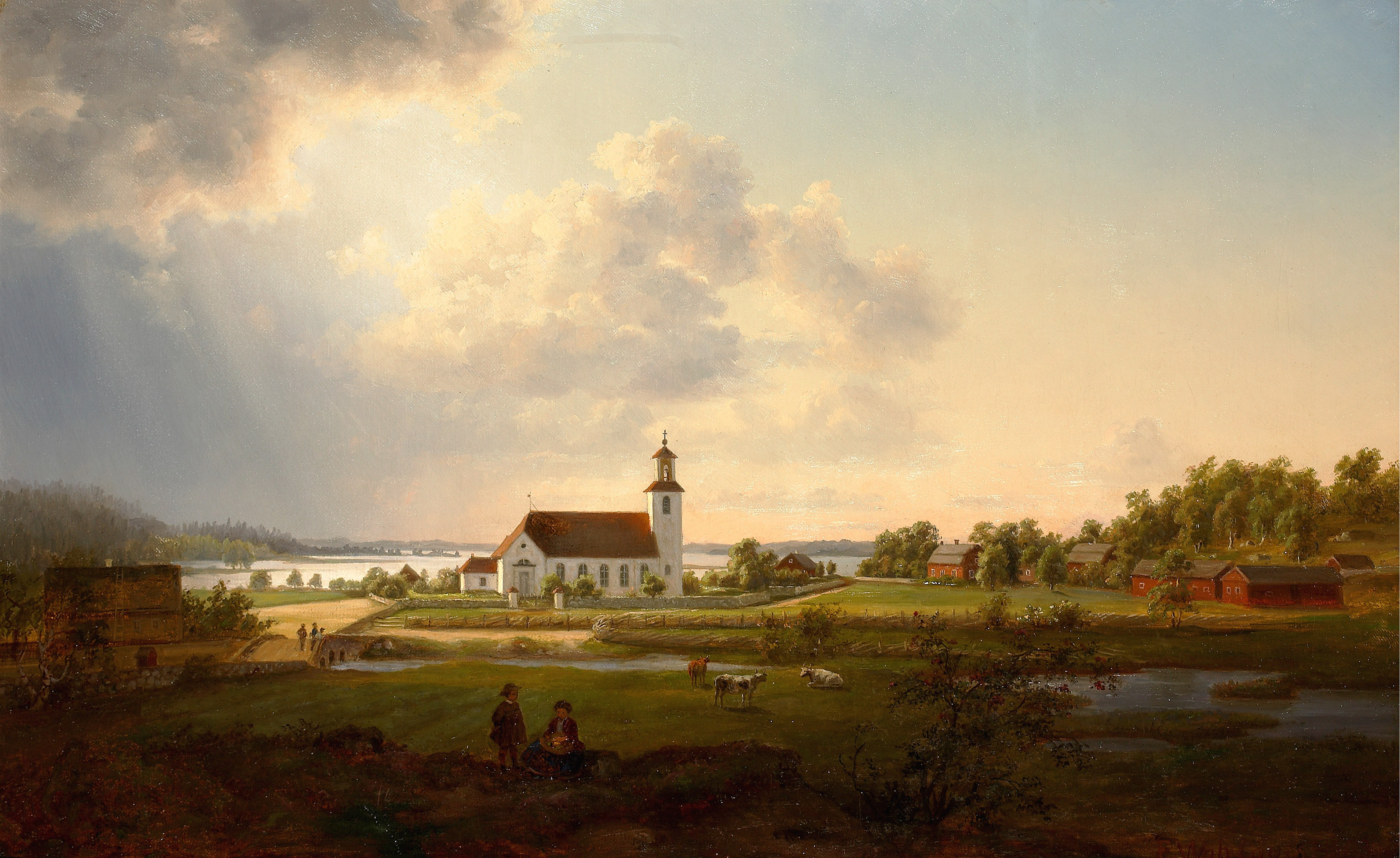
Landskapsvy med kyrka vid vattendrag (1863).
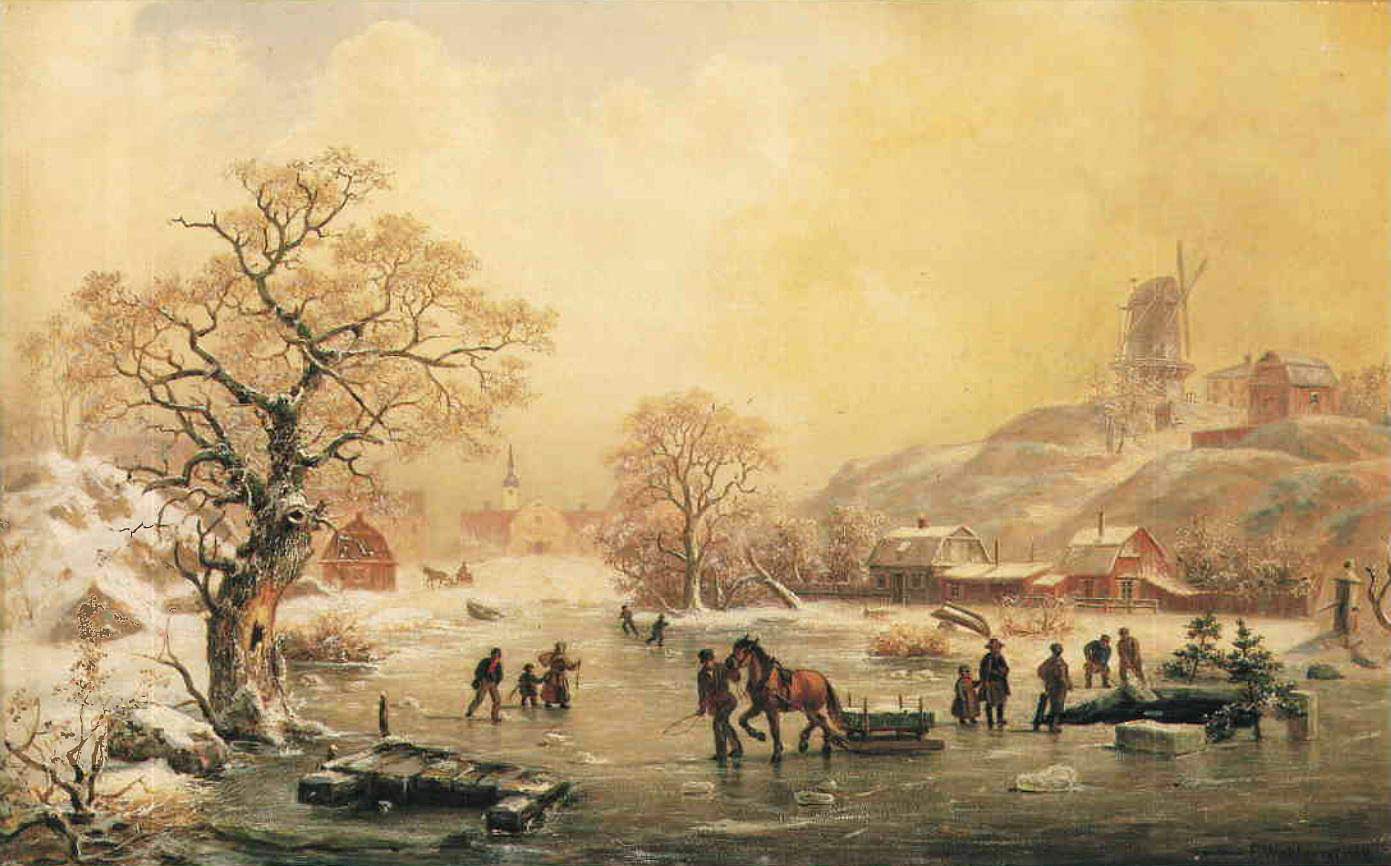
Issågning på Hammarby Sjö med Danviksklippan i bakgrunden och Klippan med Kvarnen Klippan (1864).
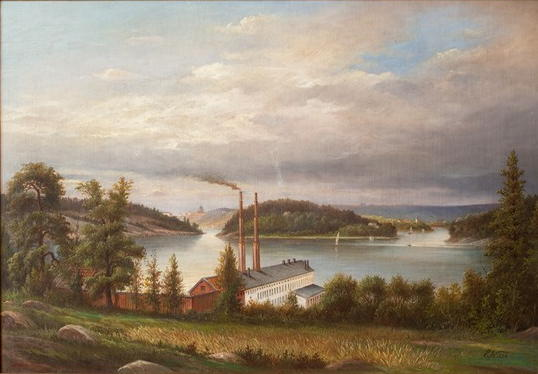
Utsikt från Alvik in mot staden (1884). Nedanför berget vid Alviks strand syns Monténs stearinfabrik.
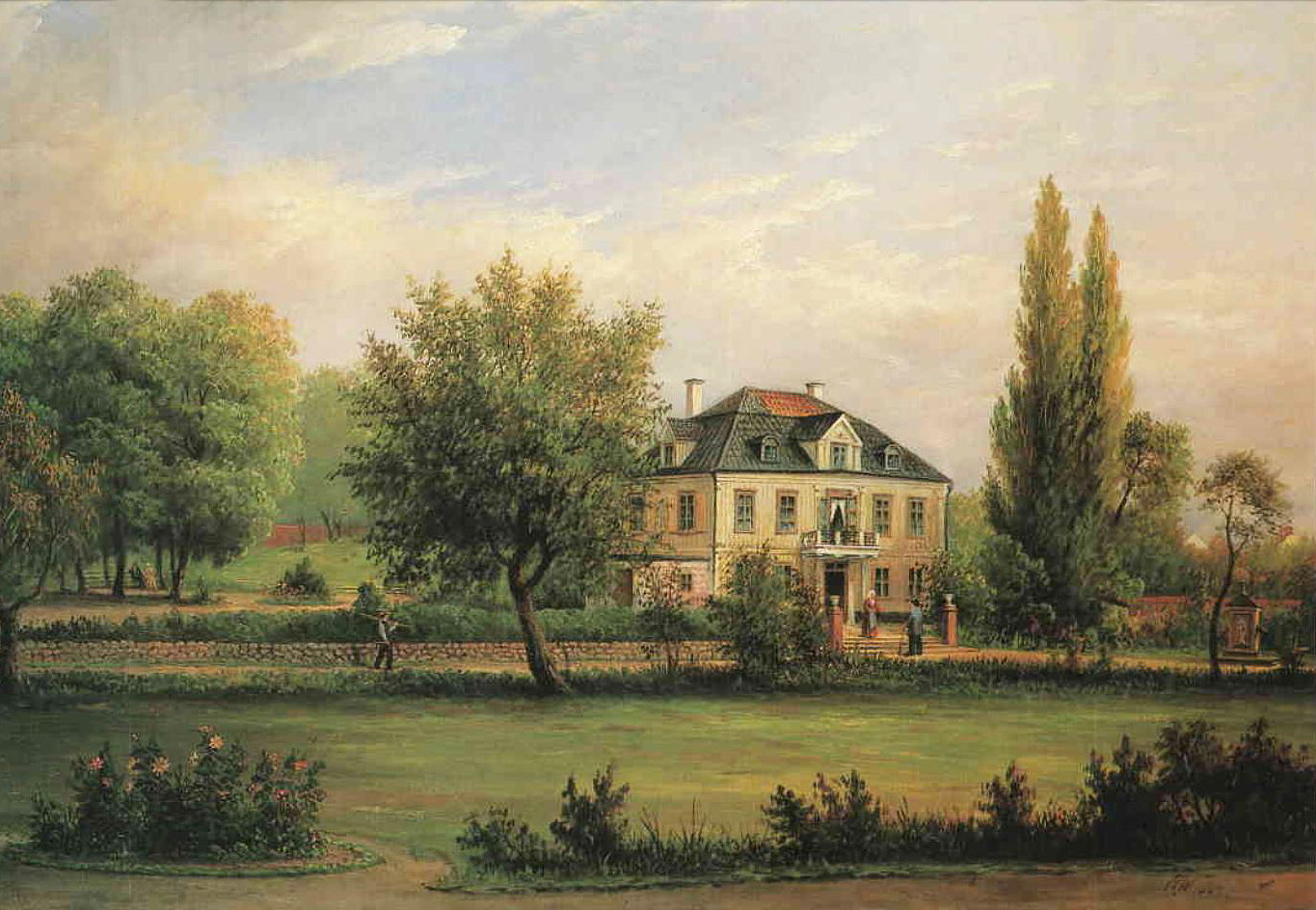
Groens malmgård med konstnärens typiska gröna färg (1887).
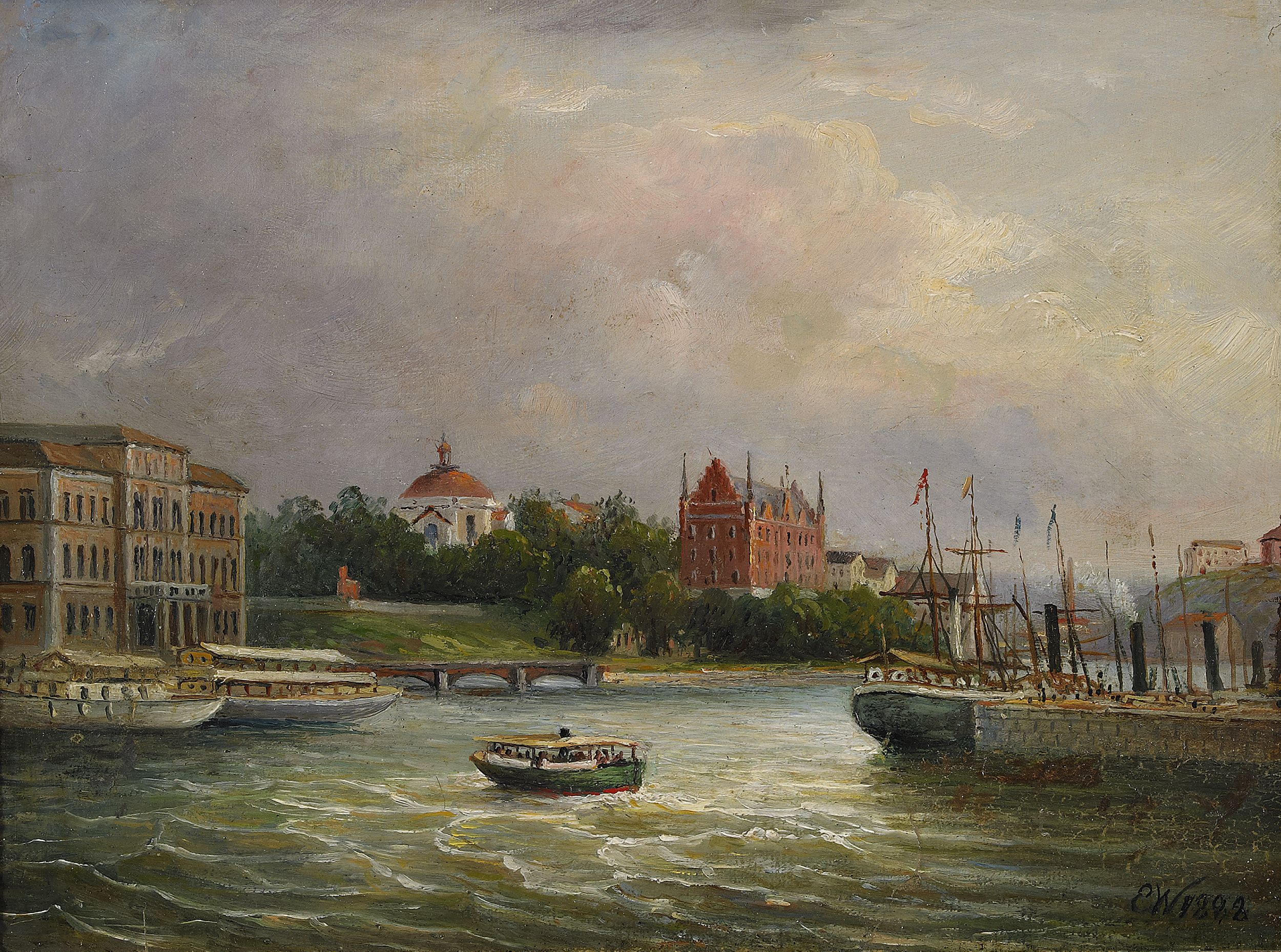
Utsikt mot Skeppsholmen (1888).
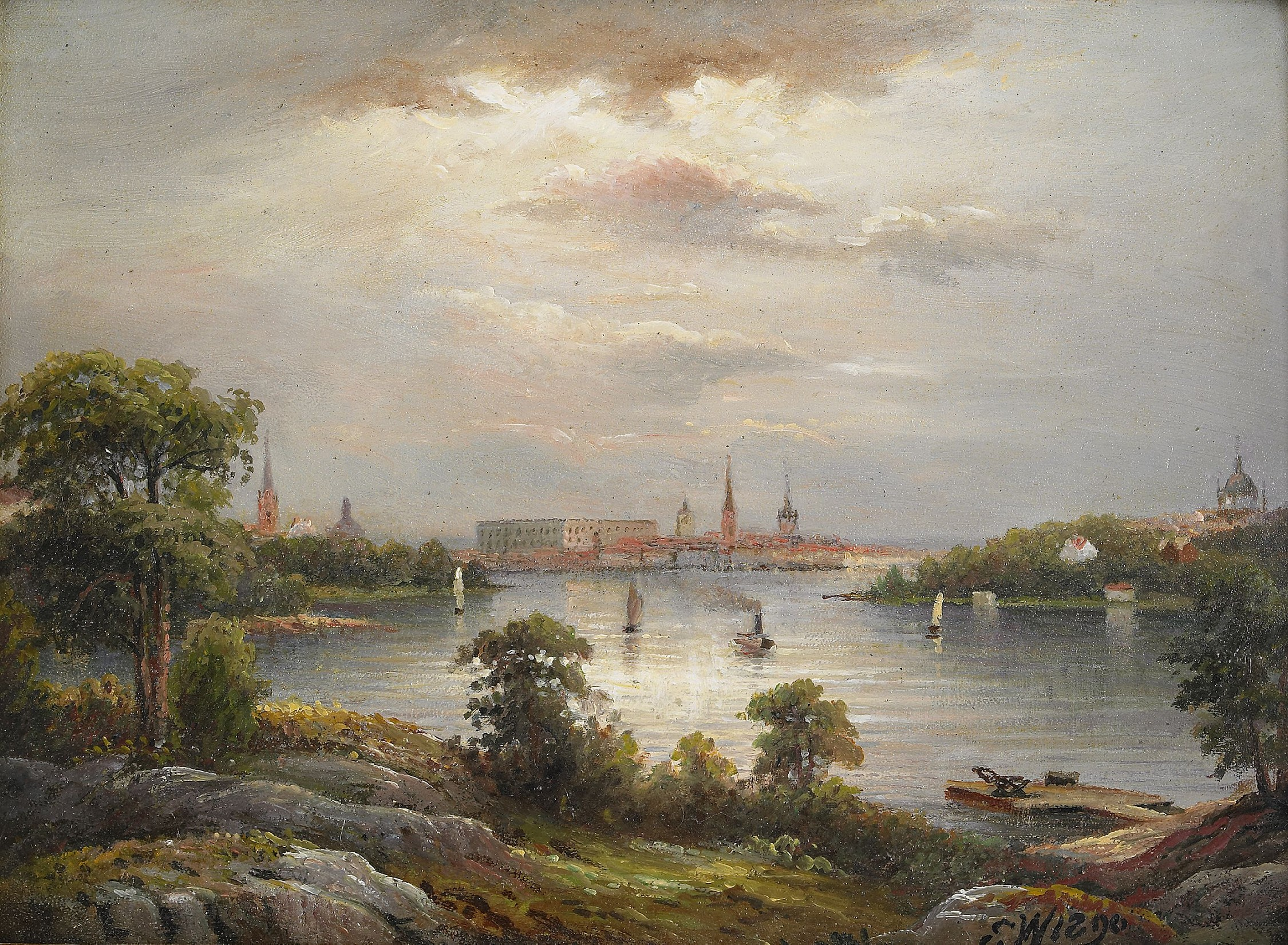
Stockholm från Stora Essingen (1890).
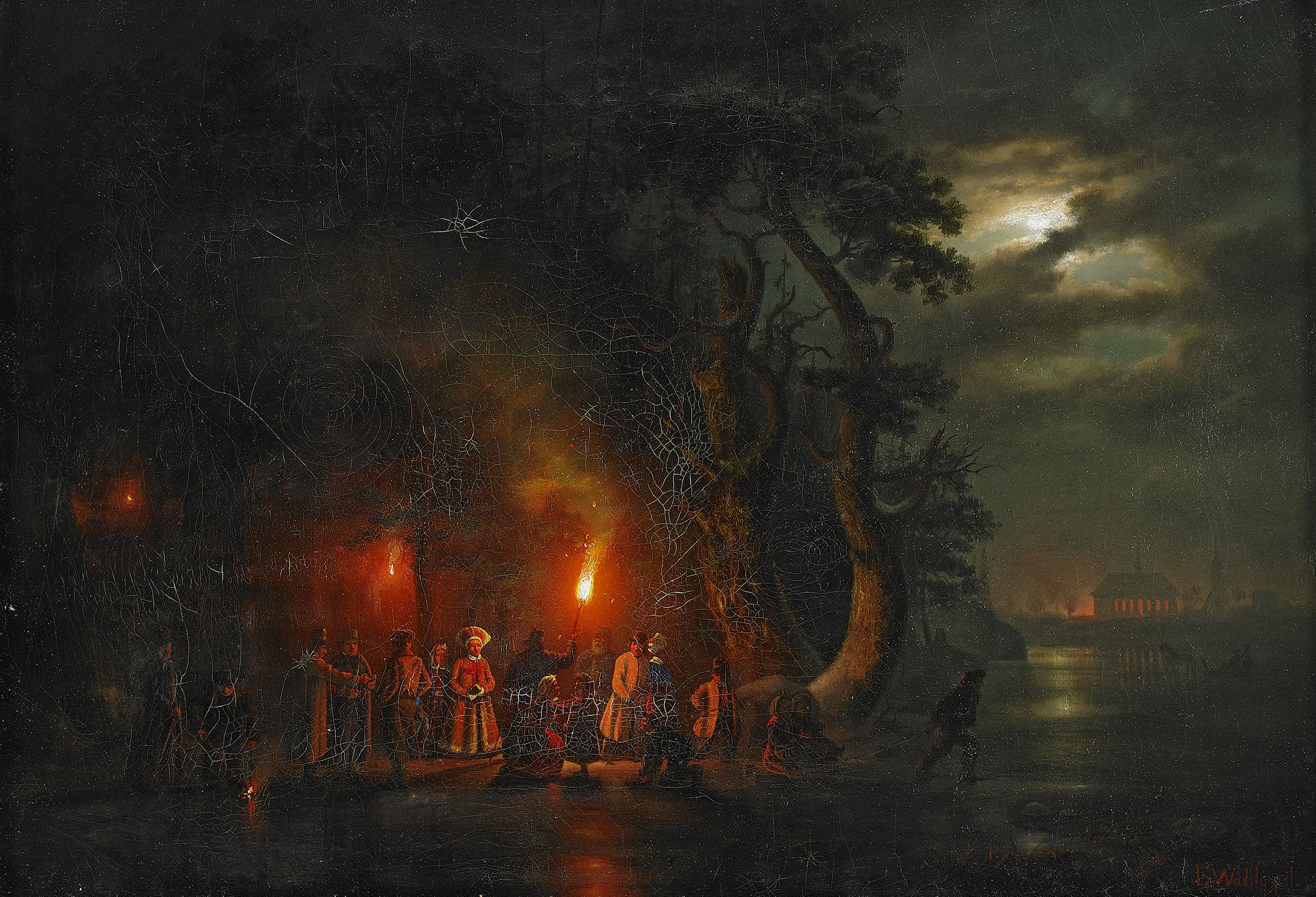
Kronbruden.
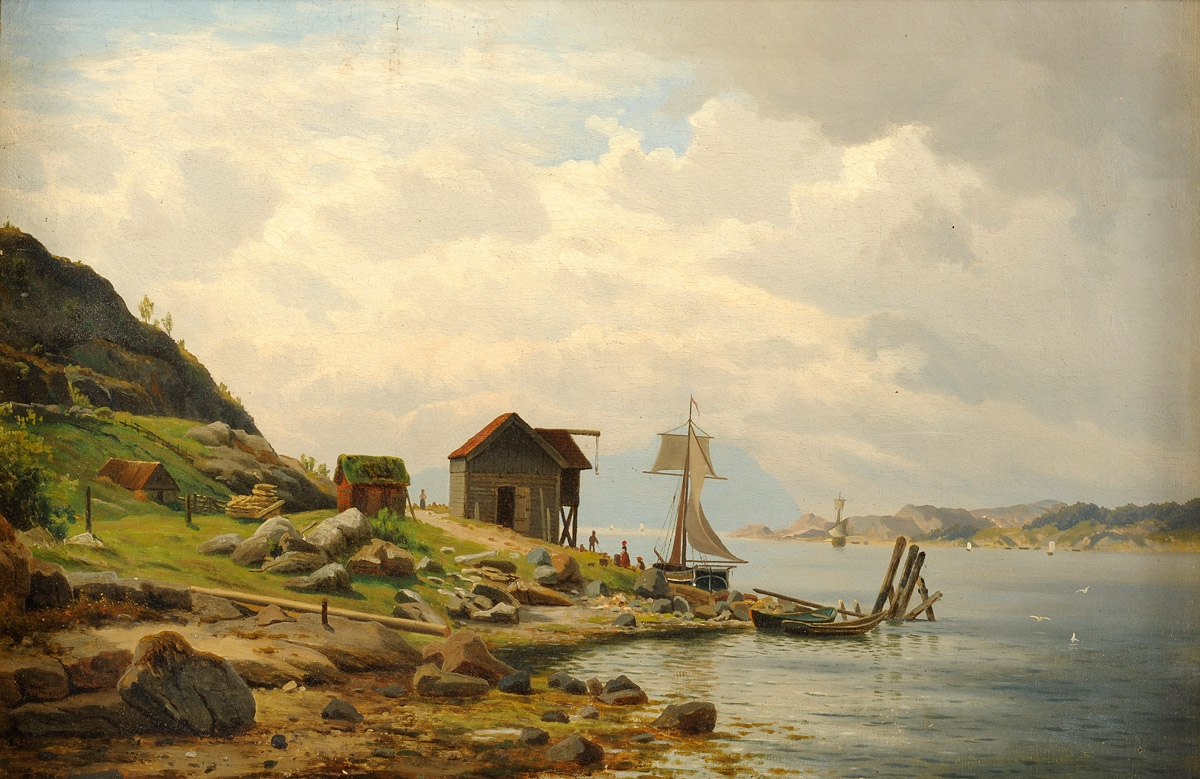
Svenskt kustlandskap.